# Seznam hvězd v souhvězdí Malého psa
Toto je seznam významných hvězd v souhvězdí Malého psa (Canis Minor). Hvězdy jsou seřazeny podle zdánlivé hvězdné velikosti.